# 莎比亞
李焯泓（1991年—），筆名莎比亞，香港網絡作家、獨立出版社洄水文化創辦人之一。莎比亞畢業於香港教育學院。自2013年開始文字創作後，曾推出多部作品，作品主要寫與女朋友日常生活。2021年3月與相識8年的女友結婚，半年後的9月其新婚妻子被指出軌。

## 外部連結
- 莎比亞的Facebook專頁
- 莎比亞的Instagram帳戶